# Ano Internacional da Química

logo

Em resultado da reunião da Assembleia Geral das Nações Unidas (AGNU), que decorreu de 31 de Julho a 6 de Agosto de 2009, em Glasgow, na Escócia-Reino Unido, proclamou-se 2011 como o Ano Internacional da Química, sob o tema “Química - a nossa vida, o nosso futuro”. A agenda de comemorações será organizada pela União Internacional de Química Pura e Aplicada (Iupac) e pela Organização das Nações Unidas para a Educação, a Ciência e a Cultura (Unesco). Os dias 27 e 28 de Janeiro de 2011, foram a data escolhida para a abertura oficial desta celebração, em Paris, sede da UNESCO.
O objectivo do Ano Internacional da Química é celebrar as contribuições da química para o bem-estar da humanidade. A química é fundamental para a nossa compreensão do mundo e do cosmos. As transformações moleculares são centrais para a produção de alimentos, medicina, combustíveis e inúmeros produtos manufaturados e naturais. A programação do Ano Internacional da Química também será inserida nas atividades da Década da Educação e do Desenvolvimento Sustentável (2005-2014), estabelecida pela UNESCO. Assim, as atividades programadas para 2011 darão ênfase à importância da química para os recursos naturais sustentáveis. Além disso, no ano 2011 comemora-se o 100º aniversário do Prêmio Nobel em Química para Marie Sklodowska Curie, o que, de acordo com os organizadores, motivará uma celebração pela contribuição das mulheres à ciência.

## Portugal
Os objectivos do AIQ2011 são aumentar o reconhecimento público da química, na satisfação das necessidades do mundo, incentivar o interesse na química entre os jovens, e gerar entusiasmo para o futuro criativo da química.
Os eventos do AIQ 2011 irão provar que a química é uma ciência criativa essencial para a sustentabilidade e para as melhorias no nosso modo de vida. Atividades, como palestras e experiências, irão explorar como a investigação química é fundamental para resolver problema globais mais críticos, envolvendo alimentos, água, saúde, energia, transportes e muito mais.
Além disso, o AIQ ajudará a reforçar a cooperação internacional, servindo como fonte de informação para as atividades das sociedades científicas nacionais, instituições de ensino, indústria, governo e organizações não-governamentais. 
O Departamento de Química da Faculdade de Ciências e Tecnologia da Universidade de Coimbra decidiu organizar um programa com um conjunto próprio de iniciativas que designou QUI365 (365 dias com a Química).
A primeira acção desta iniciativa foi a promoção dum concurso aberto aos alunos do ensino secundário com o objectivo de seleccionar um logotipo para o programa QUI365. 
Este concurso terminou no passado dia 4 de Junho, sendo recebidas candidaturas de escolas de todo o país. 
A candidatura vencedora foi a de João Pedro Brinquete Cotovio, aluno do 10º ano da Escola Secundária Públia Hortênsia de Castro, de Vila Viçosa.

## Brasil
Dentro da programação no Brasil, a cidade de Florianópolis, no estado de Santa Catarina, foi escolhida como a ´Capital da Química` em nosso País.
O encontro da Sociedade Brasileira de Química será em Florianópolis no ano de 2011, reunindo mais de quatro mil químicos de todo o país. Uma das ações de divulgação será o desenvolvimento do projeto Ilha da Química, que vai promover diversas atividades na cidade, atraindo químicos e outros cientistas dos principais países para difundir essa ciência entre os jovens.